# Hypocrita drucei
Hypocrita drucei är en fjärilsart som beskrevs av William Schaus 1910. Hypocrita drucei ingår i släktet Hypocrita och familjen björnspinnare. Inga underarter finns listade i Catalogue of Life.